# Charles Depéret
Charles Jean Julien Depéret (Perpignano, 25 giugno 1854 – Lione, 18 maggio 1929) è stato un geologo e paleontologo francese.

## Biografia
Depéret è stato membro della Accademia francese delle scienze, della Société géologique de France e preside della Facoltà di scienze dell'Università di Lione.
Iniziò la sua carriera come medico militare dal 1877 al 1888. Inizialmente fu inviato nell'Algeria, in seguito lavorò a Sathonay. Nel 1888, divenne lettore all'Università di Marsiglia, e nel 1889 divenne professore di geologia all'Università di Lione.
Fu un sostenitore dei controversi ritrovamenti di artefatti preistorici di Glozel.
Il 27 maggio 1928 divenne socio dell'Accademia delle scienze di Torino.

## Specie descritte
- Hyaenodon nouleti (Depéret, 1917) dedicata allo scopritore Jean-Baptiste Noulet.